# Holden Monaro
Holden Monaro är en personbil, tillverkad i tre generationer av den australiensiska biltillverkaren Holden.

## HK/HT/HG Monaro (1968-71)
Holden Monaro presenterades 1968, tillsammans med sedan-modellen Holden Brougham. Det var Holdens första coupé och märkets första muskelbil. 

### HK
HK Monaro introducerades i juli 1968. Förutom Holdens egna sexor erbjöds HK-modellen med Chevrolets V8-motor på 307 eller 327 cui.

### HT
HT Monaro introducerades i maj 1969. Den stora nyheten var att Chevrolets 307 cui motor ersatts av en egen konstruktion i två storlekar, 253 respektive 308 cui. 327:an ersattes av Chevrolets 350 cui motor. 

### HG
HG Monaro introducerades i juli 1970. Den skilde sig från föregångarna genom att erbjuda en egenkonstruerad treväxlad automatlåda, istället för den äldre tvåväxlade Powerglide.

### Motor
| Modell | Motor              | Cylindervolym | Effekt     | Bränslesystem   |
| ------ | ------------------ | ------------- | ---------- | --------------- |
| HK     | 6-cyl radmotor ohv | 2637 cm³      | 108-114 hk | Enkel förgasare |
| HK     | 6-cyl radmotor ohv | 3048 cm³      | 126 hk     | Enkel förgasare |
| HK     | 6-cyl radmotor ohv | 3048 cm³      | 145 hk     | Enkel förgasare |
| HK     | 8-cyl V-motor ohv  | 5025 cm³      | 210 hk     | Enkel förgasare |
| HK     | 8-cyl V-motor ohv  | 5354 cm³      | 250 hk     | Enkel förgasare |
| HT, HG | 6-cyl radmotor ohv | 2637 cm³      | 108-114 hk | Enkel förgasare |
| HT, HG | 6-cyl radmotor ohv | 3048 cm³      | 124-130 hk | Enkel förgasare |
| HT, HG | 6-cyl radmotor ohv | 3048 cm³      | 145 hk     | Enkel förgasare |
| HT, HG | 8-cyl V-motor ohv  | 4140 cm³      | 174-185 hk | Enkel förgasare |
| HT, HG | 8-cyl V-motor ohv  | 5044 cm³      | 240 hk     | Enkel förgasare |
| HT, HG | 8-cyl V-motor ohv  | 5733 cm³      | 275-300 hk | Enkel förgasare |

### Antal Tillverkade
| Modell | Antal   |
| ------ | ------- |
| HK     | 199 039 |
| HT     | 183 402 |
| HG     | 155 787 |

## HQ/HJ/HX Monaro (1971-77)
Holdens fullstora bilar fick ny kaross 1971, inklusive Monaro. Bakhjulsupphängningen hade moderniserats med skruvfjädrar. 

### HQ
HQ Monaro introducerades i juli 1971. Största motorn var fortfarande Chevrolets 350 cui V8-motor. I mars 1973 tillkom en sedan-modell av Monaro.

### HJ
HJ Monaro introducerades i december 1974. Den stora Chevrolet-motorn var nu struken från programmet.

### HX
HX Monaro introducerades i juli 1976. Nu hade även coupé-karossen tagits bort. Motorerna anpassades till de nya regler för avgasrening som infördes vid halvårsskiftet. Alla motorer tappade effekt, de minsta så mycket att de ströks ur utbudet.

### HZ
Holden GTS, som introducerades i december 1977, fick inte ens behålla namnet Monaro. Bilen fanns kvar på programmet fram till april 1980. 

### Motor
| Modell | Motor              | Cylindervolym | Effekt     | Bränslesystem   |
| ------ | ------------------ | ------------- | ---------- | --------------- |
| HQ, HJ | 6-cyl radmotor ohv | 2834 cm³      | 112-118 hk | Enkel förgasare |
| HQ, HJ | 6-cyl radmotor ohv | 3298 cm³      | 129-135 hk | Enkel förgasare |
| HQ, HJ | 8-cyl V-motor ohv  | 4140 cm³      | 174-185 hk | Enkel förgasare |
| HQ, HJ | 8-cyl V-motor ohv  | 5044 cm³      | 250 hk     | Enkel förgasare |
| HQ     | 8-cyl V-motor ohv  | 5733 cm³      | 275 hk     | Enkel förgasare |
| HX, HZ | 6-cyl radmotor ohv | 3298 cm³      | 120 hk     | Enkel förgasare |
| HX, HZ | 8-cyl V-motor ohv  | 4140 cm³      | 163 hk     | Enkel förgasare |
| HX, HZ | 8-cyl V-motor ohv  | 5044 cm³      | 220 hk     | Enkel förgasare |

### Antal Tillverkade
| Modell | Antal   |
| ------ | ------- |
| HQ     | 485 650 |
| HJ     | 176 202 |
| HX     | 110 669 |
| HZ     | 154 155 |

## V2/VZ Monaro (2001-05)
Holden Monaro återintroducerades 2001, nu som en coupé-version av Holden Commodore. Bilen exporterades och såldes under annat namn, som Pontiac GTO i USA och som Vauxhall Monaro i Storbritannien.

### V2
V2 Monaro såldes med kompressormatad V6:a eller en 5,7 liters V8. V6:an försvann 2004 på grund av liten efterfrågan.

### VZ
VZ Monaro från 2005 uppdaterades med lätt modifierad exteriör och General Motors senaste 6,0 liters V8. Försäljningen av Monaro upphörde i slutet av 2005, men tillverkningen av Pontiac-versionen fortsatte ytterligare ett halvår.

### Motor
| Modell | Motor             | Cylindervolym | Effekt     | Bränslesystem                  |
| ------ | ----------------- | ------------- | ---------- | ------------------------------ |
| V2     | 6-cyl V-motor ohv | 3791 cm³      | 224 hk     | Bränsleinsprutning, kompressor |
| V2     | 8-cyl V-motor ohv | 5667 cm³      | 306-333 hk | Bränsleinsprutning             |
| VZ     | 8-cyl V-motor ohv | 5967 cm³      | 320-354 hk | Bränsleinsprutning             |

## Bilder

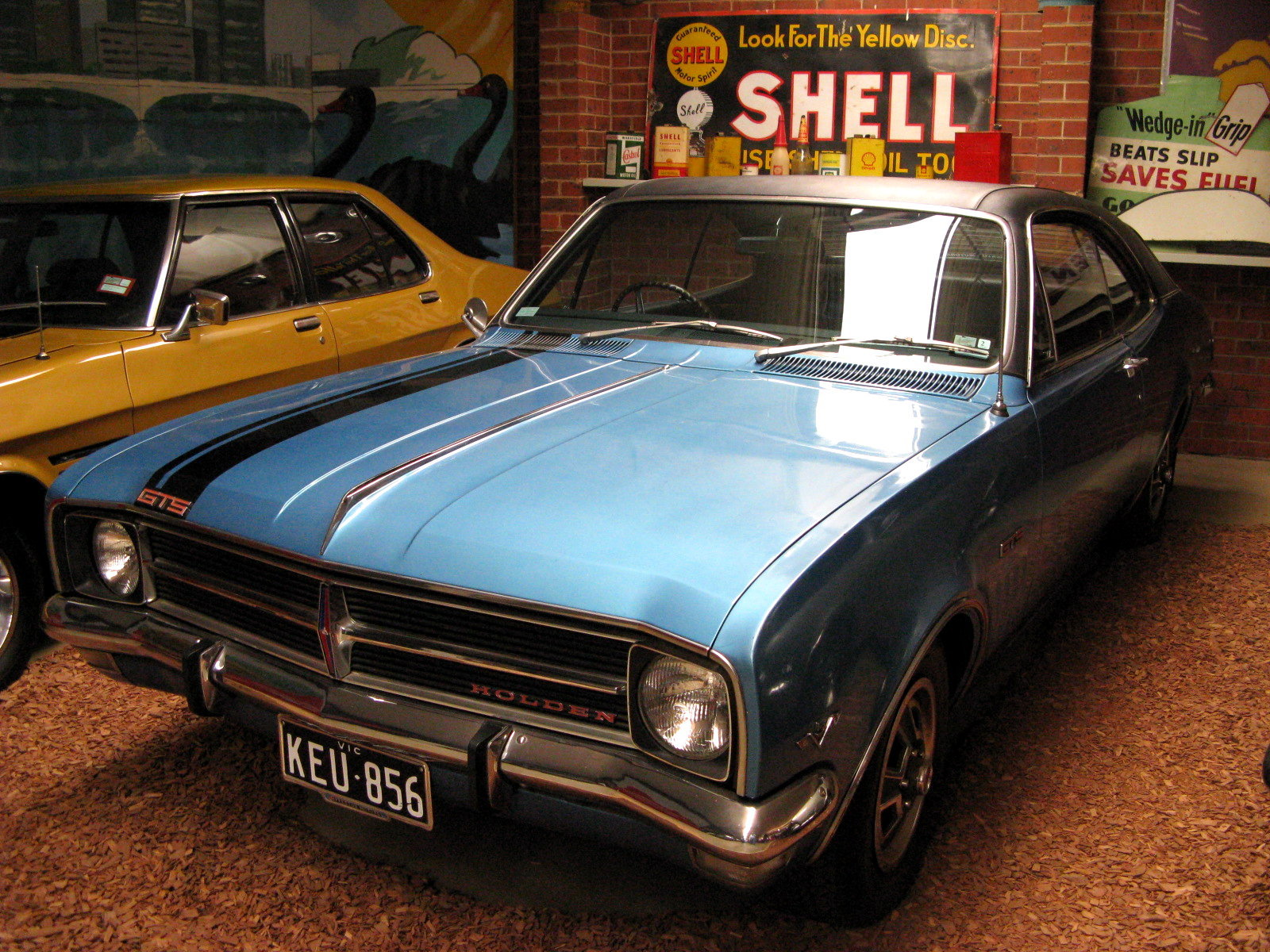
HT Monaro
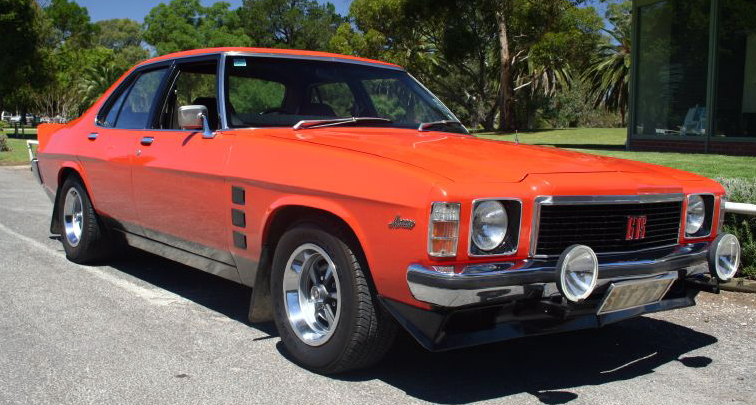
HJ Monaro